# The Tunnel (album)
The Tunnel è il primo album in studio dei disc jockey statunitensi Funkmaster Flex e Big Kap, pubblicato il 7 dicembre 1999.

## Tracce
1. Intro (feat. Pain In Da Ass) – 2:11 (Aston Taylor, W. Hirschorn, Kevin Bell, Sonny Bono)
2. Biggie/Tupac Live Freestyle (feat. Mister Cee, The Notorious B.I.G. e Tupac Shakur) – 1:49 (The Notorious B.I.G., Tupac Shakur)
3. We In Here (feat. Ruff Ryders) – 4:23 (Taylor, Earl Simmons, Eve Jeffers, David Styles, Sean Jacobs, Jason Phillips, Melvin Smalls,, Kasseem Dean, J. Parker, C. Cason)
4. If I Get Locked Up (feat. Eminem e Dr. Dre) – 3:40 (Marshall Mathers, Andre Young, Dana Stinson)
5. Real G's (feat. Snoop Dogg) – 3:46 (Taylor, Calvin Broadus, Luis Diaz, James Forman, Allie Wrubel, Mark DeBarge, El DeBarge, Bunny DeBarge, J. Bedford, Sylvia Striplin, Roy Ayers, C. Fredrick, E. Rudnicki)
6. True (feat. Method Man) – 2:43 (Clifford Smith, Stinson)
7. Q.B.G. (feat. Prodigy e Kool G Rap) – 2:53 (Albert Johnson, Nathaniel Wilson, R. Grant, R. Grant)
8. K.I.M. Interlude (feat. Lil' Kim) – 0:31 (Taylor, Kimberly Jones, Diaz, Eric Barrier, C. Bobbit, James Brown, Bobby Byrd, W. Griffin)
9. Confrontation (feat. Mary J. Blige) – 4:06 (Taylor, May J. Blige, J. Brim, J. Heard, L. Grooms, A. Prendatt, A. Constant, P. Harvey)
10. Okay (feat. Redman and Erick Sermon) – 2:54 (Reginald Noble, Erick Sermon)
11. Dem Want War (feat. Raekwon) – 2:05 (Taylor, Corey Woods, L. Porter)
12. For My Thugs (feat. Jay-Z, Memphis Bleek, Beanie Sigel and Amil) – 4:31 (Shawn Carter, Stinson, Malik Cox, Dwight Grant, Amil Whitehead)
13. Wow (feat. Angie Martinez) – 3:02 (Angie Martinez, A. Roberts)
14. Respect (feat. the Cash Money Millionaires) – 3:59 (Dwayne Carter, Terius Gray, Cristopher Dorsey, Bryon Thomas)
15. Ill Bomb (feat. LL Cool J) – 3:51 (James Smith, George Spivey, E. Wrubel)
16. Def Jam 2000 (feat. Fatman Scoop) – 2:40 (Taylor, I. Freeman III, J. Rizzo, E. Bini, A. Moon, T. Thomas, Simmons, K. Dean, Carter, Richard Walters, Gregory Mays, Darryl Barnes)
17. Thuun (feat. Capone-N-Noreaga) – 5:23 (Taylor, Kiam Holley, Victor Santiago, E. Alexander)
18. Live at the Tunnel (feat. the Murderers) – 3:31 (Jeffrey Atkins, Ramel Gill, T. Crocker, LaVita Raynor, R. Mays, Irving Lorenzo, S. McKenzie, William Mitchell, K. McKenzie)
19. Millennium Thug (feat. Nas) – 3:37 (Nasir Jones, K. Carter, R. Grant, Kurtis Khaleel, Touré Embden)
20. Dead Man Walking (feat. Beanie Sigel e Dutch & Spade) – 4:27 (A. Walker, A. Burbage, D. Grant, D. Branch)
21. Bounce (feat. Lady Luck e Jinx da Juvy) – 3:13 (Shanell  Jones, D. Carr, R. Kirkland, Carter, Irving Lorenzo, Atkins, Mays)

## Classifiche
| Classifiche (1999) | Posizione massima |
| ------------------ | ----------------- |
| Stati Uniti        | 35                |